# Nieuw-Schoonebeek

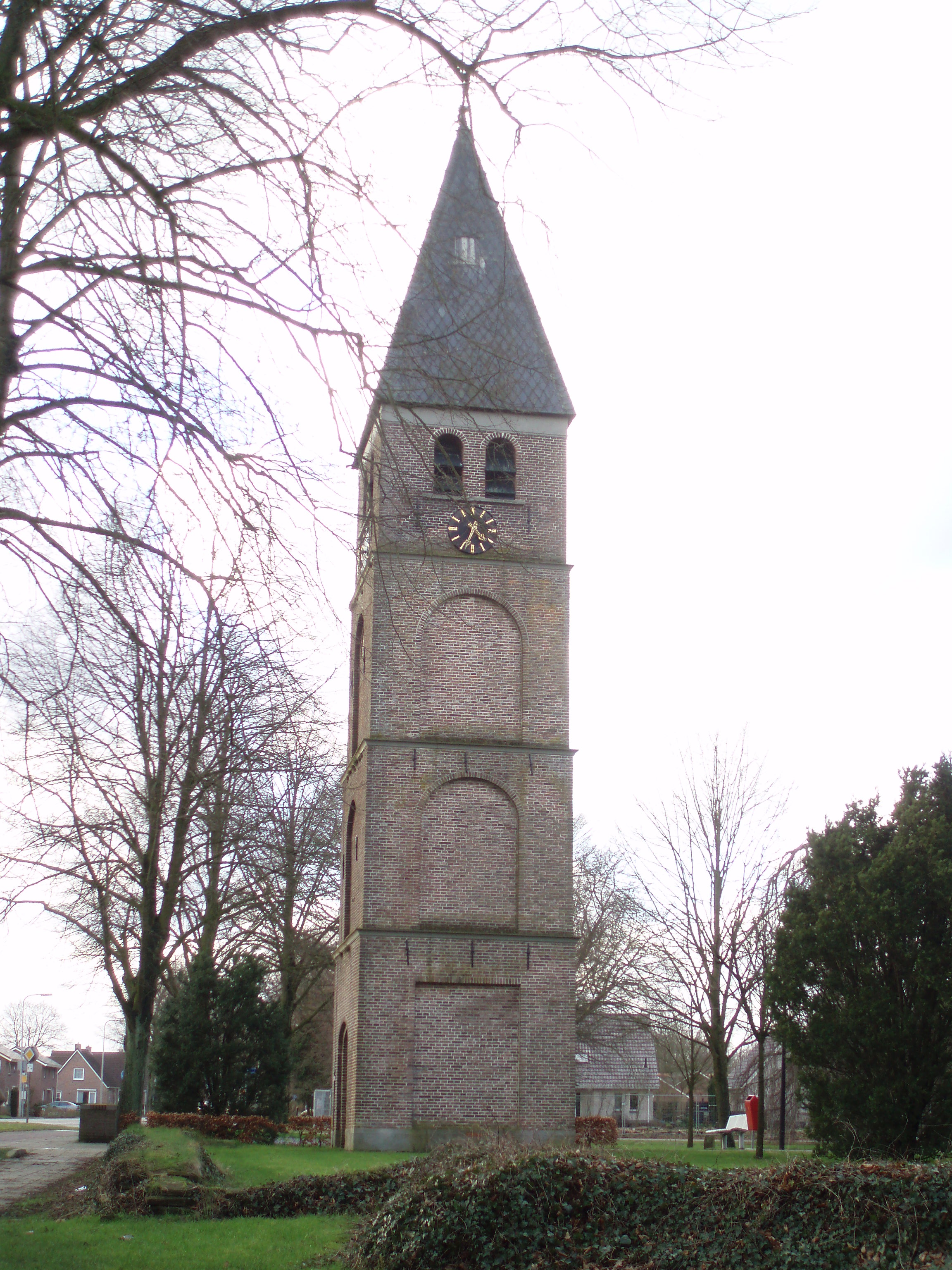
De losstaande kerktoren

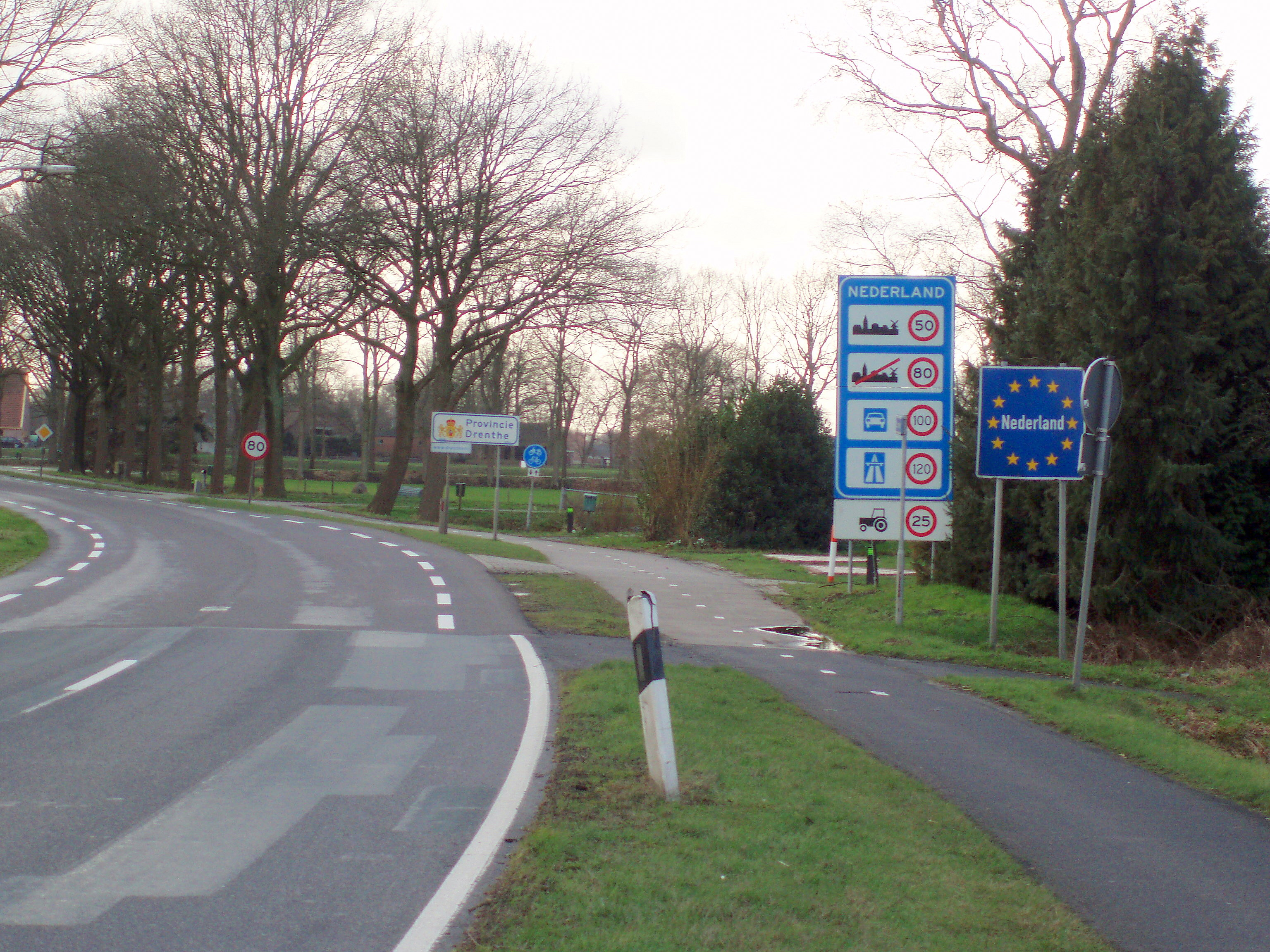
Grensovergang tussen Nieuw-Schoonebeek en het Duitse Twist

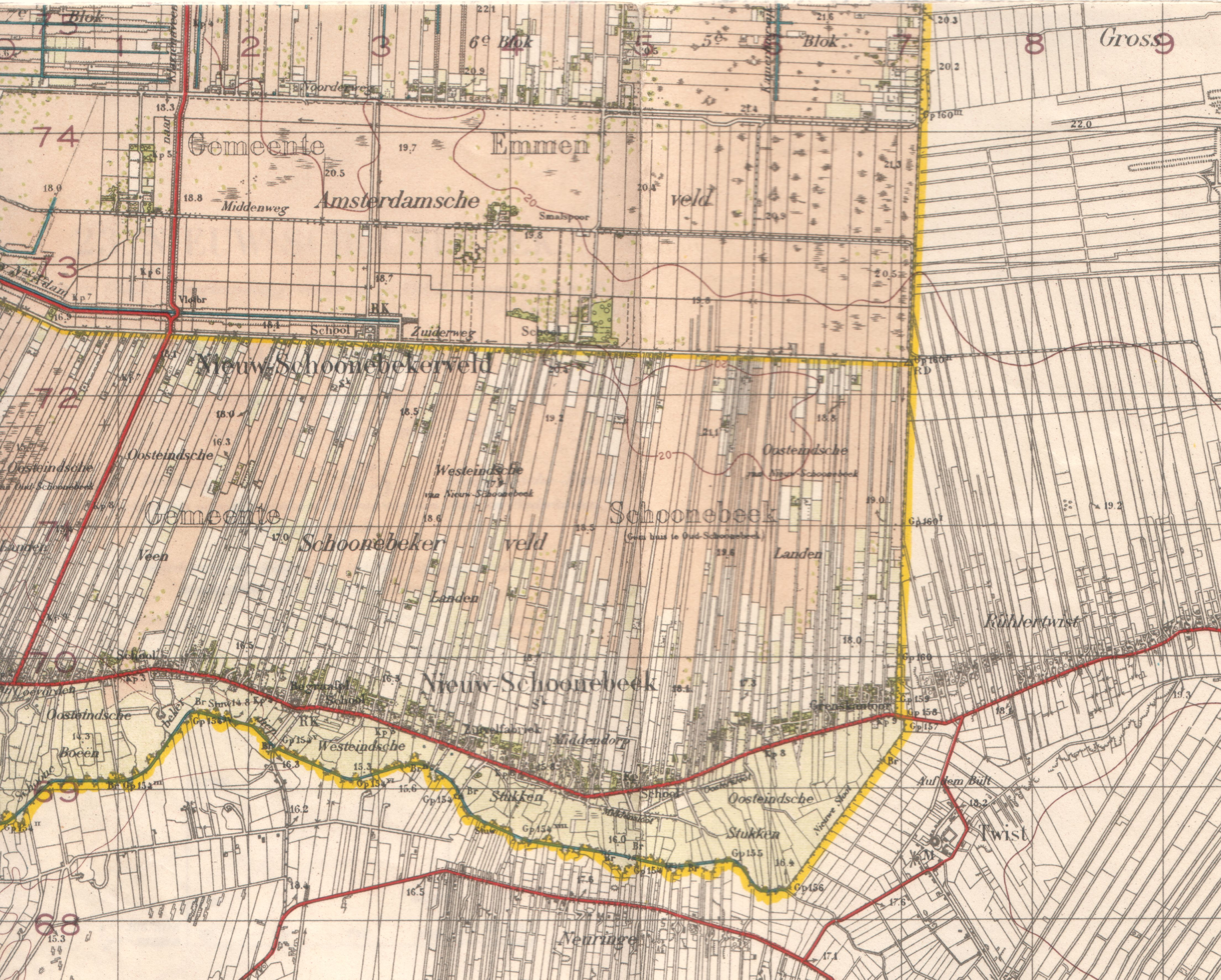
Nieuw-Schoonebeek en omgeving op de topografische kaart uit 1935

Nieuw-Schoonebeek (Drents: Nei-Skoonebeek) is een dorp in de Nederlandse provincie Drenthe, gemeente Emmen, met 1.315 inwoners (1 januari 2023).

## Geografie
Nieuw-Schoonebeek is een ontginningsdorp, gelegen in het beekdal van het Schoonebeker Diep in het uiterste zuidoosten van Drenthe. Het is een streekdorp, met een langgerekt lint langs de Europaweg (N863), met de bebouwing hoofdzakelijk aan de noordkant van de weg. Daarnaast is ter hoogte van de weg naar Weiteveen (Kerkenweg) op bescheiden schaal nieuwbouw gepleegd, waardoor een dorpskern is ontstaan.
Het dorpsgebied van Nieuw-Schoonebeek kenmerkt zich door veel weidegebieden, hier en daar akkers en enkele kleine bospercelen. Ten noorden van het dorpsgebied ligt het Bargerveen, dat vanuit Nieuw-Schoonebeek bereikbaar is.

## Geschiedenis
Het gebied waar nu Nieuw-Schoonebeek ligt, bestond eind achttiende eeuw uit uitgestrekte groenlanden waar ossen graasden. Hier en daar stonden boôën, oude Saksische veehutten waar een herder met zijn rundvee verbleef. Deze herders kwamen zowel uit Schoonebeek als uit het huidige Emsland, de onderlinge verhoudingen waren vrij goed. Het dorp stond aan de Duitse kant van de grens lange tijd bekend als Boôëndorf.
In deze tijd begonnen zich net over de Duitse grens echter koloniën te ontwikkelen van boeren, die in steeds groter getalen hun vee op Schoonebeeks grondgebied weidden. Bovendien werd het land steeds drassiger doordat de Duitse koloniën afwaterden in het gebied. De Schoonebeker boeren konden hier weinig tegen doen, omdat zij met veel minder waren. De Nederlandse overheid greep ook niet in: het drassige land vormde een betere grens dan droog land en kwam dus niet eens zo slecht uit. De Schoonebekers besloten daarom hun handelsinstinct te volgen en hun gronden dan maar aan de Duitse boeren te verkopen. In 1805 vestigden zich de eerste Duitse boeren in Nieuw-Schoonebeek en spoedig volgden er meer.
Omdat de Duitse boeren voor het grootste gedeelte katholiek waren en de Schoonebekers protestant, bleven beide gemeenschappen gescheiden van elkaar. Nieuw-Schoonebeek bleef ook nog lange tijd op Duitsland gericht. Dat verminderde toen Nieuw-Schoonebeek in 1849 een eigen katholieke kerk kreeg en ook de grensbewaking steeds serieuzer werd. Het dorp ontwikkelde zich tot de hechte onderlinge gemeenschap, die het grotendeels nog steeds is.
Tot de gemeentelijke herindeling op 1 januari 1998 maakte Nieuw-Schoonebeek deel uit van de gemeente Schoonebeek.

## Bezienswaardigheden
Opmerkelijk gebouw in het centrum is een losstaande oude kerktoren. De bijbehorende rooms-katholieke Bonifatiuskerk uit 1849-1855 is in 1967 afgebroken en op nagenoeg dezelfde plaats vervangen door een nieuwbouwkerk, maar de oude, duidelijk scheefstaande toren is blijven staan.

## Voorzieningen
Nieuw-Schoonebeek telt een rooms-katholieke basisschool, een sporthal en sportvelden, voetbalclub VV Schoonebeek, een postagentschap en enkele horecagelegenheden. Tot 2011 had Nieuw-Schoonebeek een bibliotheek die is weggegaan wegens bezuinigingen. In het voormalig Hotel Café Restaurant de Zwarte Racker is een Dagcentrum voor Ouderen De Beek gevestigd. Aan de Europaweg tussen Nieuw-Schoonebeek en de Duitse grens bevindt zich een stenen monument dat herinnert aan een aantal anonieme doden die aan de overkant van de weg zijn begraven op een verhoging in het landschap. Dit is de kerkhof Buter.

## Rumah Live
Nagenoeg elke zomer wordt er in Nieuw-Schoonebeek het evenement Rumah Live (vroeger Rumah Rock) gehouden, waar één of meerdere bands optreden. Bijzonder is dat in het verleden meerdere grote, internationale sterren hebben opgetreden op het kleinschalige festival, zoals The Ramones in 1994 en Iggy Pop in 1996.

## Geboren
- Hein Pieper (1962), politicus
- Pascal Huser (1995), voetballer